# 孫葆田

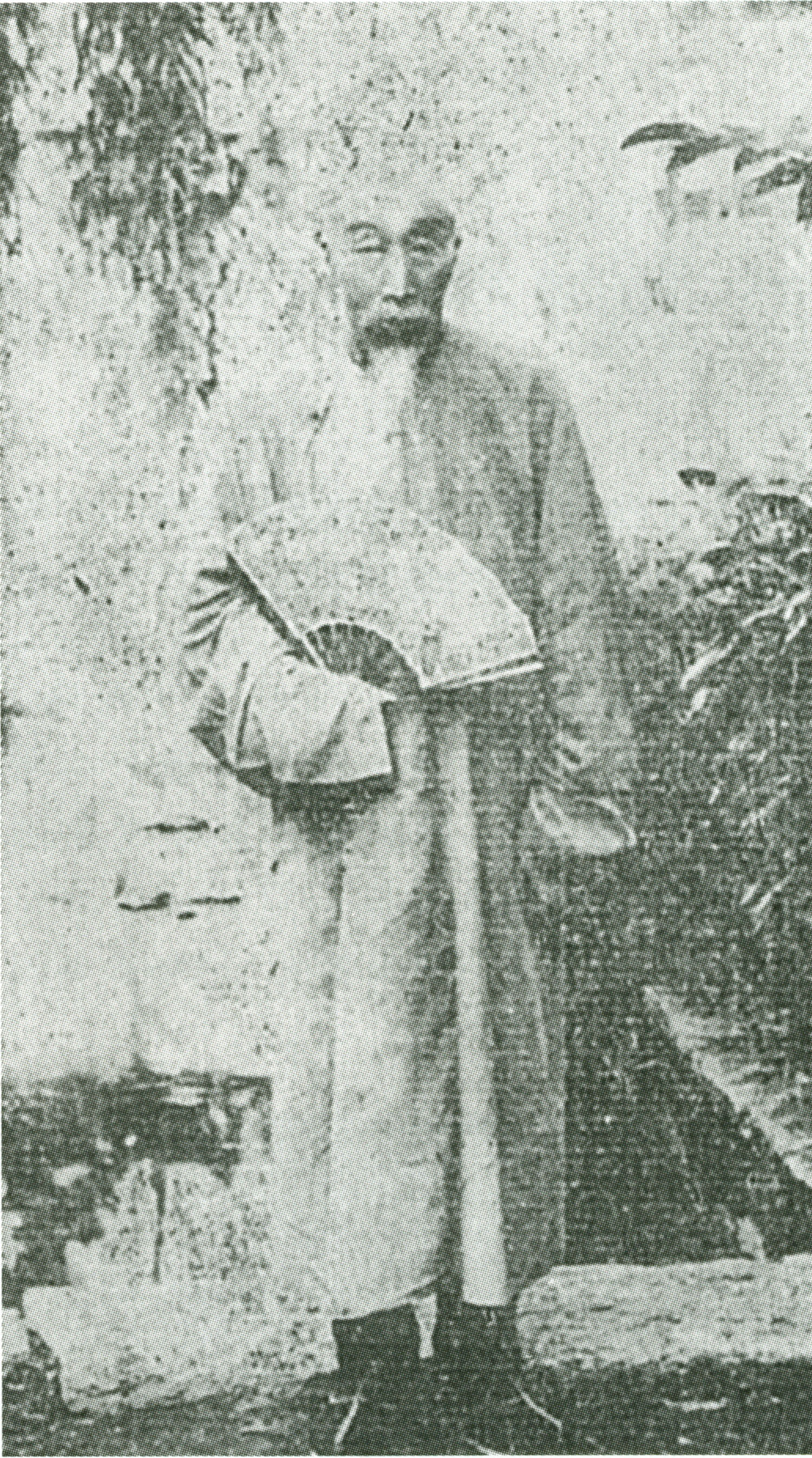
孫葆田

孙葆田（1840年—1909年），字佩南，山东荣成人。晚清官员。

## 生平
同治十三年（1864年）中进士，授刑部主事，改任知县，铨选安徽宿松县。孙葆田勤政爱民，家中萧然。调合肥县，有大学士李鸿章弟子横行乡里，因逼债将人殴打致死。葆田检验尸身伤处，观者数万，都担心知县被豪强胁迫，检验不实。葆田对仵作说：“敢欺罔者论如律。”得致命状，民众欢腾，都说包龙图复出，诉讼平定。后来，有御史为此弹劾葆田，诏巡抚陈彝按察，最终仍按原谳。葆田于是自免归里，但其名闻天下。
此后数年，安徽准备清理丈量民田，巡抚福润上疏调葆田负责此事，葆田推辞不赴，并写信之处清丈扰民，称：“清赋之要，熟地报荒者，当宽其既往，限年垦复。平岁报灾者，当警其将来，分年带徵。弊自可除，无事纷扰。”一时以为名言。
孙葆田曾随武昌学者张裕钊研习古文之法，治经学，实事求是，不因袭宋儒定论。曾历任山东、河南书院主讲，被学者奉为大师。巡抚张曜上疏褒扬其学行，朝廷赐五品卿衔。屡有中外大臣推荐征召复出，葆田全部推辞。宣统元年（1909年）卒，年七十岁。时与柯劭憼并称“儒吏”。《清史稿》有传。

## 延伸阅读
[在维基数据编辑]
 《清史稿·卷479》，出自趙爾巽《清史稿》